# Gravitation (singel)
Gravitation är den tredje och sista singeln från den svenska gruppen Kents andra album, Verkligen.

## Låtförteckning
1. Gravitation (3:44)
2. Verkligen (5:30)
3. Livrädd med stil (3:03)

## Låtinformation
Utgiven av BMG Sweden AB/RCA Victor i oktober 1996. Gravitation, Livrädd med stil och texten till Verkligen är skrivna av Joakim Berg. Musiken till Verkligen är skriven av hela Kent. Nille Perned producerade Gravitation som spelades in i Musicamatic Studio i Göteborg och Orinoco Studios i London, videon till gravitation regisserades av Joakim Bergs bror Adam Berg. Heikki Kiviaho och Kent producerade de två andra låtarna som spelades in i BMG Studio i Sundbyberg.
Gravitation låg på Top 60 Singel Hitlistan i 10 veckor och kom som bäst på fjortonde plats.
De två B-spåren är senare utgivna på B-sidesamlingen B-sidor 95-00.

## Listplaceringar
| Lista (1996) | Topplacering |
| ------------ | ------------ |
| Sverige      | 14           |